# فريدريك ستار
فريدريك ستار (بالإنجليزية: Frederick Starr)‏ هو عالم إنسان أمريكي، ولد في 2 سبتمبر 1858، وتوفي في 14 أغسطس 1933 في طوكيو في اليابان.